# Cristopher Sacchin
Cristopher Sacchin (Bolzano, 1983. április 22. –) olasz műugró.

## Eredmények
| Sportesemény                   | Versenyszámok | Versenyszámok | Versenyszámok | Versenyszámok | Versenyszámok |
| Sportesemény                   | 1 m           | 3 m           | 3 m szinkron  | 10 m torony   | 10 m szinkron |
| ------------------------------ | ------------- | ------------- | ------------- | ------------- | ------------- |
| 1998-as junior műugró-Eb       |               | –             | –             | –             | –             |
| 2000-es úszó-Eb                | –             | –             | –             | –             | 5.            |
| 2001-es úszó-vb                | 13.           | –             | –             | –             | –             |
| 2002-es stockholmi Európa-kupa | –             | –             | –             | –             |               |
| 2003-as daegui universiade     | 4.            | –             |               | –             | –             |
| 2003-as úszó-vb                | 14.           | 36.           | –             | –             | 15.           |
| 2003-as stockholmi Európa-kupa | –             | –             | –             | –             |               |
| 2004-es stockholmi Európa-kupa | –             | 11.           | –             | –             | 7.            |
| 2004-es úszó-Eb                | 4.            | –             | –             | –             | –             |
| 2005-ös stockholmi Európa-kupa | –             | –             |               | –             | –             |
| 2006-os úszó-Eb                |               | –             | –             | –             | –             |
| 2007-es úszó-vb                |               | –             | –             | –             | –             |
| 2008-as stockholmi Európa-kupa | –             | 4.            | –             | –             | –             |
| 2008-as úszó-Eb                |               | –             | –             | –             | –             |
| 2009-es mű- és toronyugró-Eb   |               | –             | –             | –             | –             |
| 2009-es úszó-vb                | 17.           | –             | –             | –             | –             |
| 2010-es úszó-Eb                | 8.            | –             | –             | –             | –             |
| 2013-as olasz fedett bajnokság | 9.            | 12.           | –             | –             | –             |
| 2013-as olasz nyári bajnokság  | 15.           | 7.            | –             | –             | –             |